# Tarouca e Dálvares
Tarouca e Dálvares (llamada oficialmente União das Freguesias de Tarouca e Dálvares) es una freguesia portuguesa del municipio de Tarouca, distrito de Viseu. Según el censo de 2021, tiene una población de 4333 habitantes.

## Historia
Fue creada el 28 de enero de 2013 en aplicación de una resolución de la Asamblea de la República de Portugal promulgada el 16 de enero de 2013 con la unión de las freguesias de Dálvares y Tarouca, pasando su sede a estar situada en la antigua freguesia de Tarouca.

## Demografía
| Gráfica de evolución demográfica de Tarouca e Dálvares entre 2011 y 2021 |
|                                                                          |
| Datos según el nomenclátor publicado por el INE portugués.               |